# Процесс Клауса
Процесс Клауса — процесс каталитической окислительной конверсии сероводорода. Источник сероводорода — природные и промышленные газы. Природными источниками являются месторождения нефти и газа, вулканическая деятельность, разложение биомассы и т. д. Промышленные источники — переработка нефти и газа (процессы гидроочистки и гидрокрекинга), металлургия и т. д.
Сероводород, получаемый с гидрогенизационных процессов переработки сернистых и высокосернистых нефтей, газоконденсатов и установок аминной очистки нефтяных и природных газов, обычно используют на НПЗ для производства элементной серы, иногда для производства серной кислоты.

## История процесса
Процесс был изобретен немецким химиком Карлом Фридрихом Клаусом, работавшим в Англии, в 1883 году.

## Назначение процесса
Клаус-процесс активно применяется на нефтеперерабатывающих предприятиях, для переработки сероводорода с установок гидрогенизации и установок аминной очистки газов. Основная задача — достижение 99,5 % извлечения серы без дополнительной очистки отходящих газов.
В настоящее время в мировой нефтепереработке широкое распространение получил процесс «Суперклаус-99».

## Химизм процесса
Двустадийный метод промышленного получения серы из сероводорода:
- I стадия: термическое окисление сероводорода до диоксида серы. Ведут пламенное окисление сероводорода воздухом со стехиометрическим количеством кислорода при 900—1350°С:

{\displaystyle {\mathsf {2H_{2}S+3O_{2}\rightleftarrows 2SO_{2}+2H_{2}O}}} + (0,53—0,57) МДж/моль
В этой стадии расходуется до 70 % масс. сероводорода и при этом выделяется значительное количество тепла, которое перед стадией катализа должно быть утилизировано.
- II стадия: каталитическое превращение сероводорода и диоксида серы. Процесс идет при 220—250°С, в роли катализаторов используют бокситы и оксид алюминия.

{\displaystyle {\mathsf {2H_{2}S+SO_{2}\rightleftarrows 3S+2H_{2}O}}} + (0,087 — 0,154) МДж/моль
Относительно низкие температуры этой стадии обусловлены выделением тепла.
В процессе Клауса также возможно образование серы по реакции прямого окисления сероводорода:
{\displaystyle {\mathsf {2H_{2}S+O_{2}\rightleftarrows 2S+2H_{2}O}}} + 0,615 МДж/моль
Наличие примесей кислых газов в сероводороде ведет к развитию побочных реакций:
{\displaystyle {\mathsf {CO_{2}+H_{2}S\rightleftarrows COS+H_{2}O}}}
{\displaystyle {\mathsf {CH_{4}+S_{2}\rightleftarrows CS_{2}+2H_{2}}}}

## Технология процесса

### Превращение сероводорода
Сырьё, содержащее преимущественно сероводород, подается в паровой котел газотрубного типа, где претерпевает термическую конверсию. В зоне горения котла температура составляет около 1100°С и по мере прохождения газами зоны трубного пучка снижается до 350°С. В это время генерируется водяной пар с давлением 2,0-2,5 МПа. Далее газ охлаждается в конденсаторе до 185°С и поступает на каталитическую ступень. При этом уже в термическом реакторе может образовываться существенная доля серы — до 60-70 % от её общего выхода. Жидкая сера выводится из низкотемпературных зон через серозатворы.
В каталитической ступени происходит дожиг оставшегося сероводородного сырья в печи, после чего газы поступают в реактор, заполненный катализатором. Реакция идет при 240—250°С, температура на выходе из реактора составляет 330°С. После реактора газ охлаждается до 170°С, а сконденсированная сера выводится.
Газ из охладителя поступает на третью ступень, предполагающую печь для предварительного нагрева газа и реактор. Далее газ снова охлаждается и снова выводится сера. Уходящий газ минует сепаратор и направляется на дожиг в печь при 500—550°С. Отходящие газы могут опционально очищаться. Такие системы очистки позволяют довести превращение сероводорода в серу до 60-70 %:[стр. 186].

### Очистка хвостовых газов
Ввиду того, что на содержание серосодержащих соединений в отходящих газах наложены жесткие экологические требования (не более 0,5 мг/м3), очистка этих газов перед сбросом в атмосферу является неотъемлемой частью технологии процесса Клауса. Средний состав отходящих газов следующий: 1-2 % сероводорода, до 1 % диоксида серы, небольшие количества COS, CS2, паровой и капельной серы, водорода, оксида углерода, углекислоты, водяных паров и азота. Общим решением для очистки таких газов является доведение конверсии сероводорода до 100 % в самом процессе Клауса, однако это не всегда возможно. Поэтому было разработано около 20 процессов доочистки хвостовых газов, которые условно делят на процессы:
- основанные на прямом превращении сероводорода и диоксида серы в элементную серу (тот же процесс Клауса);
- основанные на каталитическом гидрировании серосодержащих соединений в сероводород с его дальнейшим извлечением;
- основанные на окислении сернистых соединений до диоксида серы или элементной серы с их последующим извлечением.

### Дегазация серы
Сера, образующаяся на установках Клауса, содержит растворенный сероводород, а также полисульфид водорода. Во время хранения и транспортировки они могут выделяться, чем обусловлена взрывоопасность такой серы. Кроме того, у серы, содержащей газы, повышена коррозийная активность.
Технологии дегазации постоянно развиваются ввиду того, что на сегодняшний день ни одна из них не удовлетворяет полностью техническим условиям на элементную серу[:стр. 192]. Основные направления развития технологий — это отказ от аммиачного катализатора, ухудшающего качество серы, и сокращение времени дегазации. Лучшие технологии Shell и D’GAASS позволяют добиться остаточного содержания сероводорода в сере не более 10 ppm. Оптимально проводить дегазацию, барботируя воздух через серу, в этом случае по реакции Клауса также возможно образование дополнительных количеств серы (процессы Amoco, Hyspec, D’GAASS). До промышленного внедрения, несмотря на множество разработанных процессов, были доведены технологии SNE(a)P, Shell, Exxon, D’GAASS.

## Катализаторы
Первоначально широкое применение в качестве катализаторов получили бокситы — руды, содержащие смесь гидроксидов алюминия. Они доступны, высокоактивны и имеют низкую стоимость. Однако их сложно получить с постоянным составом и, кроме того, они быстро дезактивируются. В настоящее время используют γ-Al2O3 в виде шариков или экструдатов с удельной поверхностью 250—300 м2/г. Возможно применение оксида титана. Особенностью этих катализаторов является возможность удаления с их помощью COS и CS2. Оксид алюминия дезактивируется за счет уменьшения поверхности, зауглероживания и сульфатации. Его регенерируют восстановительной обработкой в сероводороде.